# Psychoda quadrifilis
Psychoda quadrifilis és una espècie d'insecte dípter pertanyent a la família dels psicòdids.

## Descripció
- Antenes amb 15 artells (el núm. 14 és molt petit i està fusionat amb el tretzè).
- La femella té una placa subgenital amb lòbuls apicals foscos i una espermateca petita i lleugerament esclerotitzada.[5][6]

## Distribució geogràfica
Es troba a Borneo, les illes Filipines (Palawan, Negros i Mindanao), Fiji, les illes Ryukyu, les illes Hawaii, la Micronèsia, Samoa i Tonga.